# قيثارة صوتية ذات أوتار فولاذية
القيثارة الصوتية ذات الأوتار الفولاذية هو شكل معاصر للقيثارة أصله القيثارة الكلاسيكية ذات أوتار النايلون، لكن لها أوتار فولاذية وصوتها حيوية وجهارة. يسمى عادة قيثارة صوتية ببساطة، كما هو الحال بالنسبة للقيثارة الكلاسيكية.

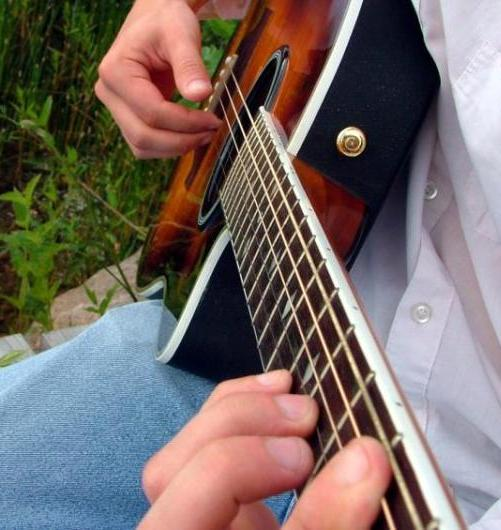
عزف قيثارة ذات أوتار فولاذية بالإصبع

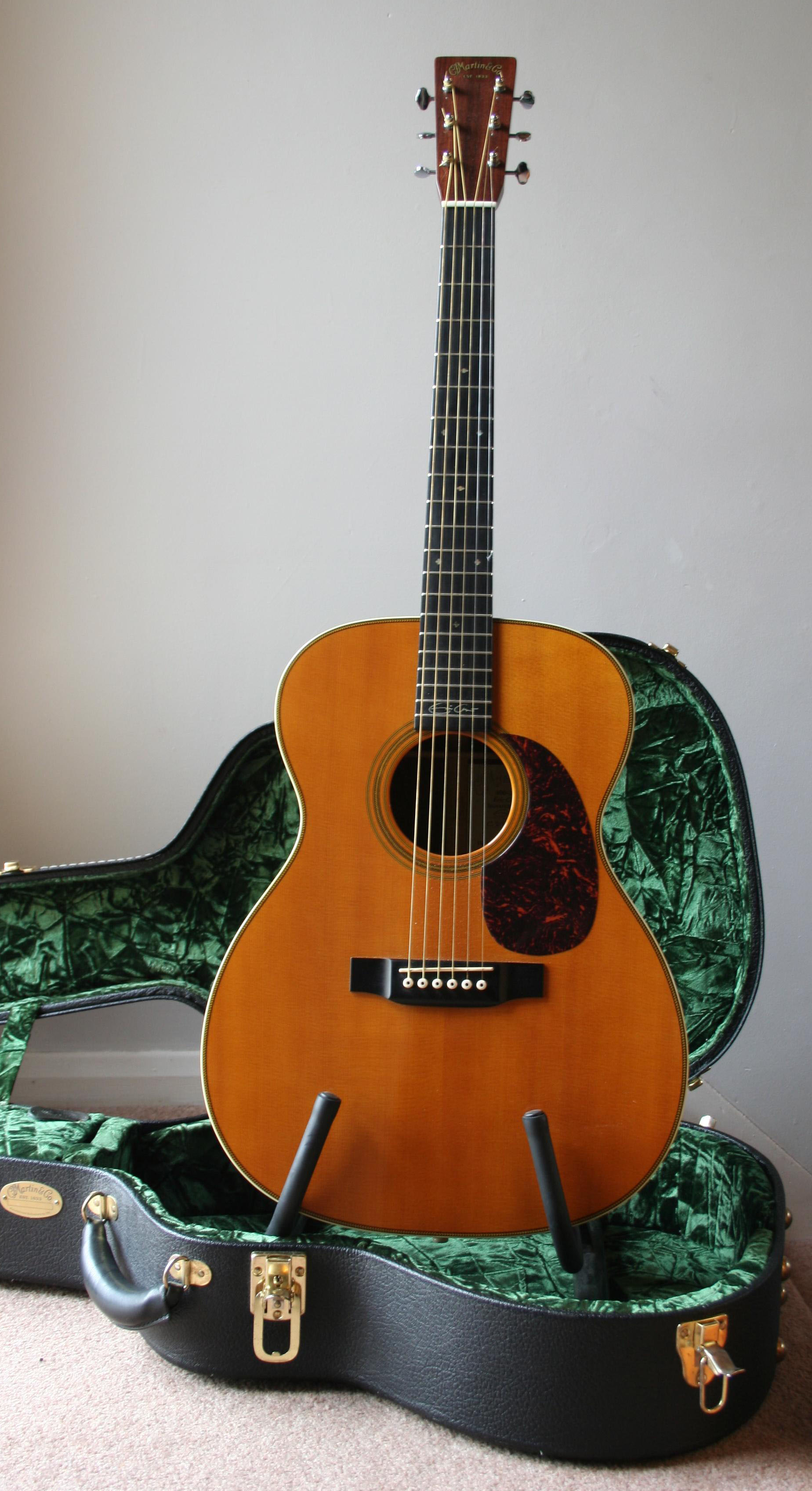
تصميم إريك كلابتون لشركة C.F. Martin

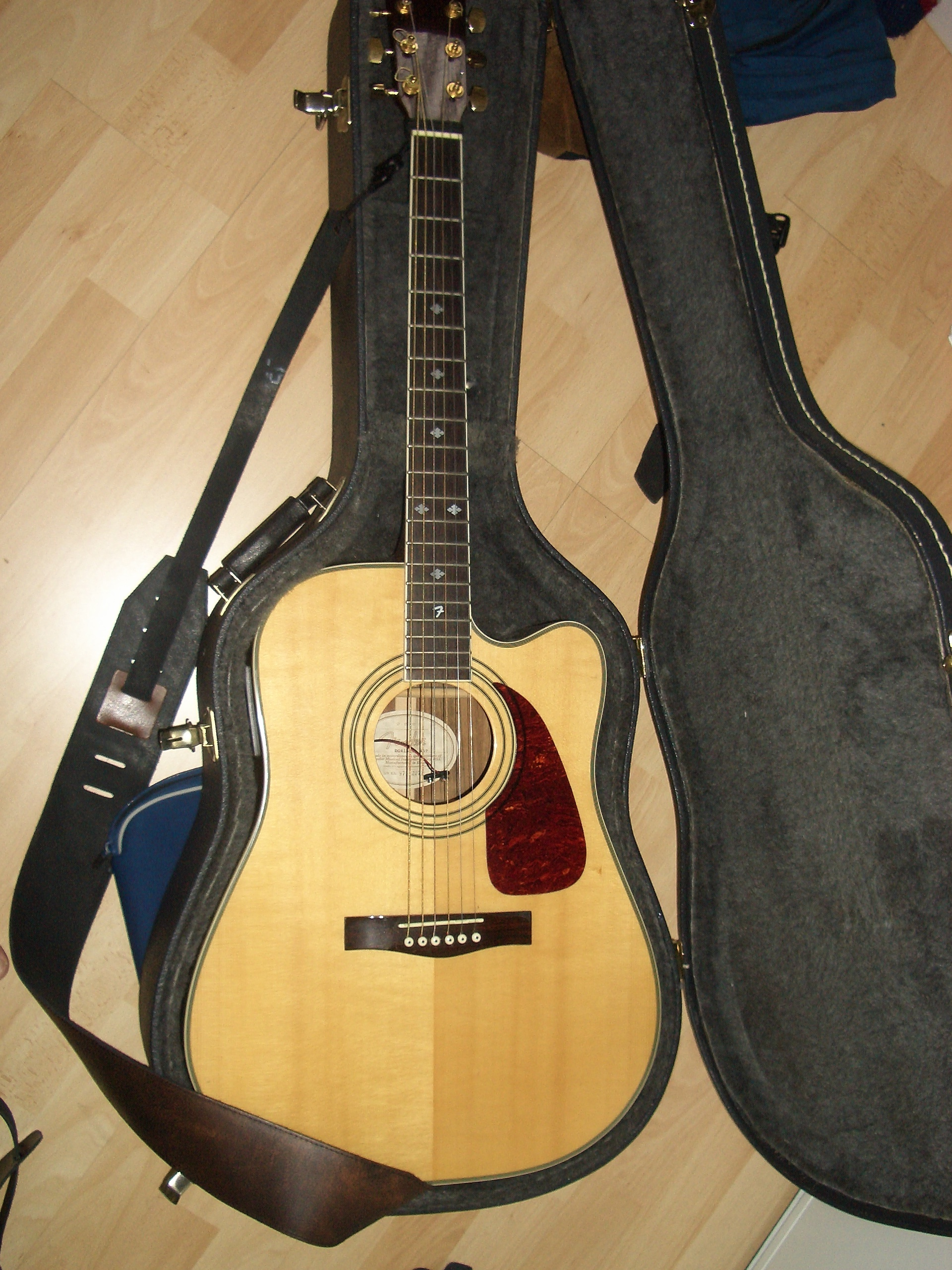
فيندر DG-41SCE

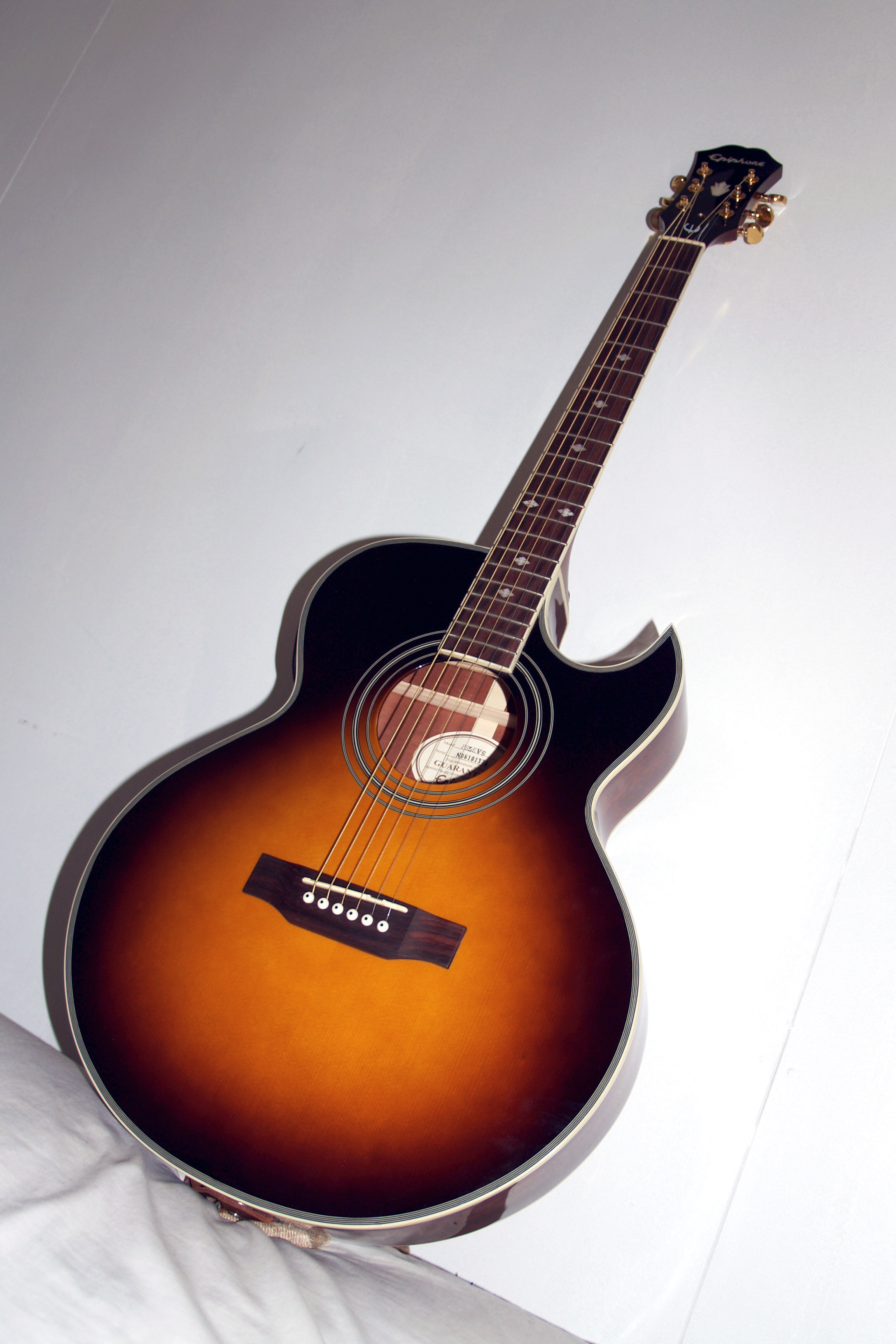
إيبيفون PR-5E VS

يسمى أكثر الأنواع شيوعا قيثارة مسطحة من الأعلى عادة، لتمييزه عن القيثارة المقوسة من الأعلى وأنواع أخرى.
الضبط المعياري للقيثارة الصوتية هو مي-لا-ري-صول-سي-مي (من الدنيا إلى العليا) لكن عدة عازفين، وبالخصوص الذين يعزفون بأصابعهم، يستخدمون تشكيلات ضبط مختلفة (سكورداتورا) مثل صول مفتوحة (ري-صول-ري-صول-سي-ري)، ري مفتوحة (ري-لا-ري-فا♯-لا-ري)، ري مسقطة (ري-لا-ري-صول-سي-مي)، أو ري-لا-ري-صول-لا-ري (خصوصا في الموسيقى التقليدية الأيرلندية).